# Al-Zalzala
Al-Zalzalah (Il Terremoto) è la novanvanovesima Sura del Corano, una sura meccana composta da 8 versetti. Questa sura tratta principalmente del Giorno del Giudizio e delle conseguenze delle azioni degli esseri umani.

## Contenuto
La sura inizia descrivendo come durante il giorno del Giudizio. Sulla Terra si scatenerà un terribile terremoto che "rigetterà i suoi fardelli". Per concessione di Dio, la Terra renderà testimonianza delle azioni degli uomini a cui ha assistito.
Secondo Michael Sells, l'apertura della Terra e la rivelazione dei suoi segreti in questa sura, sono indicativi di una metaforica rinascita. Gli esseri umani realizzeranno quindi che è il momento di rispondere delle proprie responsabilità, anche di quelle che potevano sembrare insignificanti al momento.
I due versi conclusivi della sura affermano che tutti gli uomini saranno divisi in gruppi, a seconda delle loro azioni, e potranno vedere le conseguenze del loro comportamento terreno.
Alessandro Bausani notava come la sura, per brevità e stile, dovrebbe essere considerata come meccana - vale a dire rivelata durante il soggiorno nella sua città natale del profeta Maometto (tra il 610 e il 622) - mentre i commentatori musulmani la classificano invece come medinese, relativa quindi al periodo in cui Maometto risiedette a Medina (tra il 622 e il 632), in conseguenza dell'Egira.

## Testo

### Arabo
1. إِذَا زُلْزِلَتِ ٱلْأَرْضُ زِلْزَالَهَا‎
2. وَأَخْرَجَتِ ٱلْأَرْضُ أَثْقَالَهَا‎
3. وَقَالَ ٱلْإِنسَٰنُ مَا لَهَا‎
4. يَوْمَئِذٍ تُحَدِّثُ أَخْبَارَهَا‎
5. بِأَنَّ رَبَّكَ أَوْحَىٰ لَهَا‎
6. يَوْمَئِذٍ يَصْدُرُ ٱلنَّاسُ أَشْتَاتًا لِّيُرَوْا۟ أَعْمَٰلَهُمْ‎
7. فَمَن يَعْمَلْ مِثْقَالَ ذَرَّةٍ خَيْرًا يَرَهُۥ‎
8. وَمَن يَعْمَلْ مِثْقَالَ ذَرَّةٍ شَرًّا يَرَهُۥ‎

### Italiano
1. Quando la terra sarà agitata dal terremoto,
2. la terra rigetterà i suoi fardelli
3. e dirà l'uomo: Cosa le succede?
4. In quel Giorno racconterà le sue storie,
5. giacché il tuo Signore gliele avrà ispirate.
6. In quel Giorno gli uomini usciranno in gruppi, affinché siano mostrate loro le loro opere
7. Chi avrà fatto [anche solo] il peso di un atomo di bene lo vedrà,
8. e chi avrà fatto [anche solo] il peso di un atomo di male lo vedrà.